# Swobodna
Swobodna (Duits: Schwuben) is een dorp in de Poolse woiwodschap Ermland-Mazurië. De plaats maakt deel uit van de gemeente Dobre Miasto.. In 2011 woonden er 36 mensen.

## Geografie
Swobodna ligt in het westen van het Mazurisch Merenplateau, een morenegebied dat deel uitmaakt van de Baltische Landrug. Karakteristiek voor dit gebied zijn de talrijke meren, rivieren en zowel naald- als loofbomen. 
Het dorp ligt in het dal van de rivier de Lyna, aan het Limajnomeer.  Het centrum van Olsztyn is 25 km verderop, Dobre Miasto 6 km, en het dichtstbijzijnde dorp Cerkiewnik ruim 2 km.

## Sport en recreatie
- Door deze plaats loopt de Europese wandelroute E11. De E11 loopt van Den Haag naar het oosten, op dit moment de grens Polen/Litouwen. Ter plaatse komt de route van het westen rondom het Limajnomeer van Cerkiewnik, en vervolgt in noordelijke richting naar Głotowo.